# Ich hatt' einen Kameraden

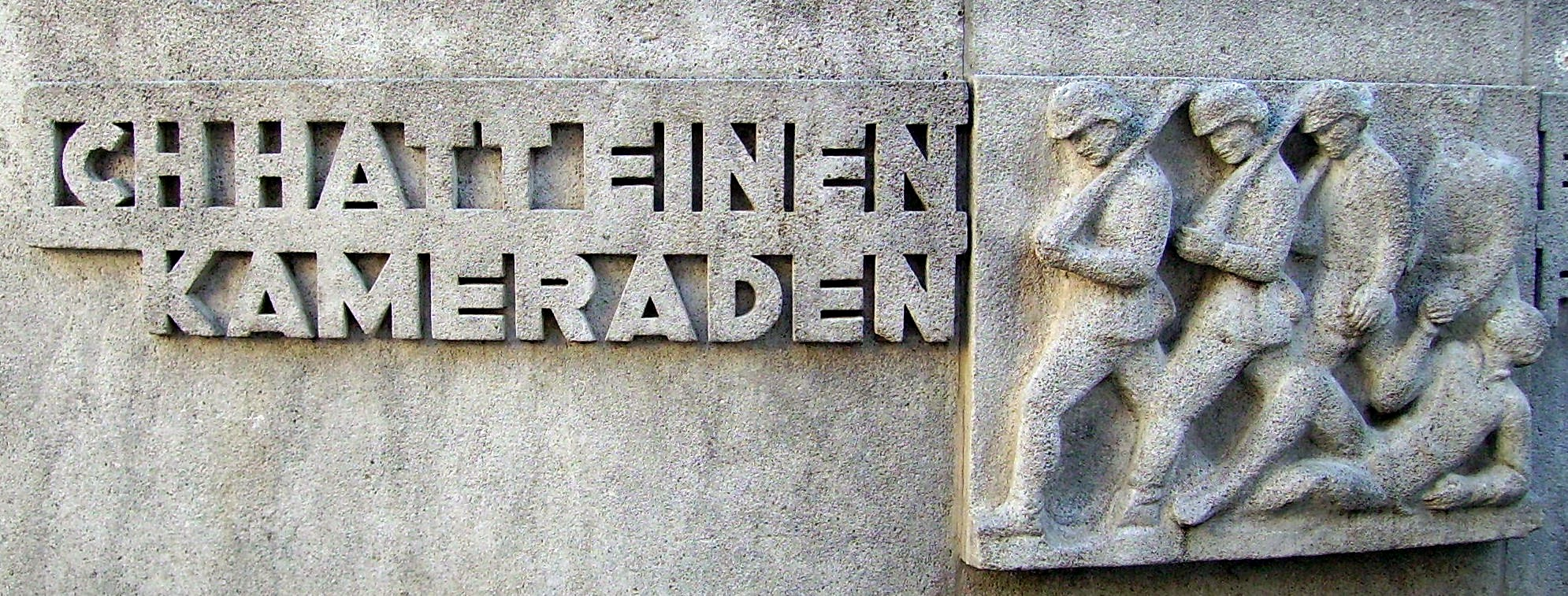
su una fontana a Spira

Ich hatt' einen Kameraden (Avevo un camerata), conosciuta anche come Der gute Kamerad (Il buon camerata), è una lamentazione tradizionale delle Forze Armate Tedesche. Il testo fu scritto dal poeta tedesco Ludwig Uhland nel 1809, mentre nel 1825 fu scritta la musica del brano dal compositore Friedrich Silcher.
Questo brano gioca un importante ruolo cerimoniale nelle Forze Armate Tedesche ed è una parte integrante dei funerali militari. Inoltre la canzone è diventata tradizionale anche nelle esequie dell'Armata Austriaca e dei vigili del fuoco austriaci e sudtirolesi. Infine il brano è utilizzato per militari di alcuni gradi dell'Armata francese, in particolare nella Legione straniera; quando la canzone viene eseguita, i soldati compiono il gesto del saluto, un onore altrimenti riservato all'inno nazionale.
Occasionalmente il brano viene eseguito alle cerimonie civili, molto spesso quando il defunto era stato legato in qualche modo all'esercito, ed è comunemente cantata ai funerali dei membri di una Studentenverbindung. Inoltre viene suonata durante il Volkstrauertag, il Remembrance Day tedesco, in memoria dei caduti.
Il brano - certamente utilizzato per celebrare anche la caduta dei combattenti della Germania nazionalsocialista - viene spesso erroneamente identificato come brano nazista, pur avendo origini certificatamente antecedenti ad entrambe le guerre mondiali. Il termine "Kamerad" (o nella forma contratta "Kam'rad") - anch'esso troppo spesso ricondotto erroneamente soltanto all'epoca nazista - è un termine militare che si traduce con "commilitone" o più direttamente "camerata". È utilizzato per indicare in modo inequivocabile la persona con cui si condivide l'ideale della Madre Patria, il fronte e spesso il funesto destino di una battaglia. Non sarebbe certamente adatta la traduzione "compagno", che si presta ad altre più equivocabili interpretazioni (es. "compagno di classe", "compagno di avventure", "compagno di merende", "compagno di partito").

## Testo della canzone (traduzione cantabile e letteraria)
| Ich hatt' einen Kameraden, Einen bessern findst du nit. Die Trommel schlug zum Streite, Er ging an meiner Seite In gleichem Schritt und Tritt. Eine Kugel kam geflogen: Gilt sie mir oder gilt sie dir? Sie hat ihn weggerissen, Er liegt zu meinen Füßen Als wär's ein Stück von mir. Will mir die Hand noch reichen, Derweil ich eben lad'. "Kann dir die Hand nicht geben, Bleib du im ew'gen Leben Mein guter Kamerad!". |  | Io avevo un camerata, non ce n'è miglior ahimè. Che tuonasse la battaglia, che fischiasse la mitraglia, saldo stava accanto a me, saldo stava accanto a me. Una palla, tra migliaia, destinata a trarti al ciel! Colpito t'ebbe al petto, t'accasciasti senza un detto, camerata mio, fratel! Camerata mio, fratel! Mi tendevi ancor la mano, implorandomi invan: - Non ti posso qui aiutare, mentre deggio ancor sparare. Ci vedremo in ciel doman, ci vedremo in ciel doman! - |  | Io avevo un Camerata, uno migliore non lo troveresti. Il tamburo suonava alla battaglia, lui camminava al mio fianco, allo stesso passo, sulle stesse orme. Una pallottola arriva volando, tocca a te o tocca a me? Ha portato via lui, che giace ai miei piedi come fosse una parte di me. Lui vuol tendermi ancora la mano, proprio mentre sto caricando. "Non posso darti la mano, riposa nella vita eterna, mio buon Camerata." |